# Јулија Самојлова
Јулија Олеговна Самојлова (Ухта, 7. април 1989) руска је поп певачица. Требало је да представља Русију на Песми Евровизије 2017. у Кијеву са песмом Flame Is Burning.
Дана 23. марта 2017. украјинска влада је Јулији забранила улазак на територију Украјине на три године, зато што је наступила на Криму јуна 2015. године, те је тако њено учешће на Евровизији упитно. Самојлова је и сама изјавила да је наступала на Криму. Руска државна телевизија је годину дана касније поново интерно одабрала Јулију за представницу Русије на Песми Евровизије 2018. у Лисабону.
Није се пласирала у финале.